# Шабурновский сельский округ
Шабурновский сельский округ — упразднённая административно-территориальная единица, существовавшая на территории Сергиево-Посадского района Московской области в 1994—2006 годах.
Богородский сельсовет был образован в первые годы советской власти. По данным 1922 года он входил в состав Константиновской волости Сергиевского уезда Московской губернии.
По данным 1926 года в состав сельсовета входили 5 населённых пунктов — Богородское (село), Богородское (деревня), Добрая Слободка, Отрада и Садовниково, а также школа.
В 1929 году Богородский с/с был отнесён к Константиновскому району Кимрского округа Московской области.
31 марта 1936 года селение Разделенцы было передано из Богородского с/с в Марьинский с/с Загорского района.
17 июля 1939 года к Богородскому с/с был присоединён Тарсеевский сельсовет (селения Тарсеево, Жарье и Торжнево), а также селение Шабурново упразднённого Машутинского с/с,
22 июня 1954 года из Константиновского с/с в Богородский были переданы селения Машутино, Новосёлки и Сысоево.
7 декабря 1957 года Константиновский район был упразднён и Богородский с/с был передан в Загорский район.
1 февраля 1963 года Загорский район был упразднён и Богородский с/с вошёл в Мытищинский сельский район. 11 января 1965 года Богородский с/с был возвращён в восстановленный Загорский район.
2 декабря 1976 года из Кузьминского с/с в Богородский были переданы селения Дьяконово, Кучки и Филисово.
30 мая 1978 года в Богородском с/с были упразднены селения Демидово, Жарье, Макарово и Сысоево.
27 августа 1990 года Богородский с/с был переименован в Шабурновский сельсовет.
16 сентября 1991 года Загорский район был переименован в Сергиево-Посадский.
3 февраля 1994 года Шабурновский с/с был преобразован в Шабурновский сельский округ.
В ходе муниципальной реформы 2005 года Шабурновский сельский округ прекратил своё существование как муниципальная единица. При этом все его населённые пункты были переданы в сельское поселение Шеметовское.
29 ноября 2006 года Шабурновский сельский округ исключён из учётных данных административно-территориальных и территориальных единиц Московской области.